# Хан Чхан Хва
У цьому корейському імені прізвище (Хан) стоїть перед особовим ім'ям.
Хан Чхан Хва (кор. 한창화, 3 листопада 1922, Чхонджін — 18 квітня 2006) — південнокорейський футболіст, що грав на позиції захисника, зокрема, за «Клуб Армії Сеула», а також національну збірну Південної Кореї. Є батьком південнокорейського актора Хан Чон Су.

## Клубна кар'єра
У футболі відомий виступами за команду «Клуб Армії Сеула», кольори якої і захищав протягом усієї своєї кар'єри гравця. 
| Дата      | Місто  | Господарі | Результат | Гості          | Турнір             | Голи | Примітки |
| --------- | ------ | --------- | --------- | -------------- | ------------------ | ---- | -------- |
| 20-6-1954 | Женева | Туреччина | 7 – 0     | Південна Корея | ЧС 1954 - 1-й етап | -    |          |
| Усього    |        | Матчів    | 1         |                | Голів              | 0    |          |

Помер 18 квітня 2006 року на 84-му році життя.

## Титули і досягнення
- Срібний призер Азійських ігор: 1954